# Composto de dez tetraedros
| Composto de dez tetraedros          | Composto de dez tetraedros            |
| ----------------------------------- | ------------------------------------- |
|                                     |                                       |
| Tipo                                | composto regular [en]                 |
| símbolo de Coxeter                  | 2{5,3}[10{3,3}]2{3,5}                 |
| Índice                              | UC6, W25                              |
| Elementos (como um composto)        | 10 tetraedros: F = 40, E = 60, V = 20 |
| Composto duplo                      | Autodual                              |
| Grupo de simetria                   | icosaédrico [en] (Ih)                 |
| Subgrupo restrito a um constituinte | quiral tetraédrico (T)                |

O composto de dez tetraedros é um dos cinco compostos poliédricos regulares. Este poliedro pode ser visto como um estrelamento do icosaedro ou um composto. Este composto foi descrito pela primeira vez por Edmund Hess em 1876.
Ele pode ser visto como uma faceta de um dodecaedro regular.

## Como um composto

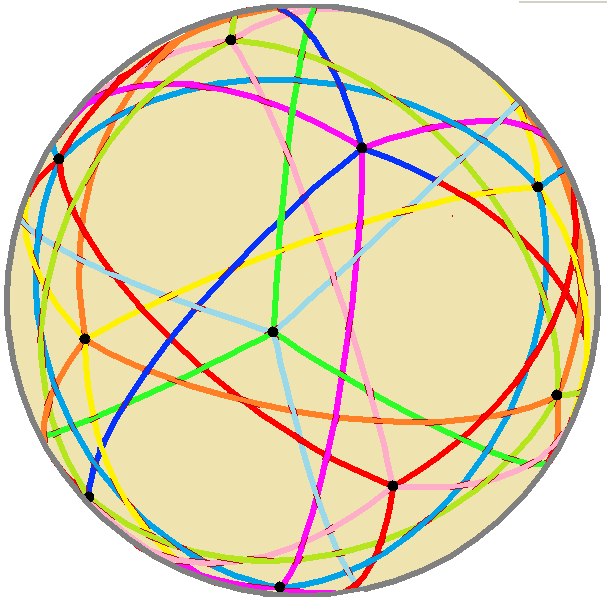
Como um en

Ele também pode ser visto como o composto de dez tetraedros com simetria icosaédrica completa [en] (Ih). É um dos cinco compostos regulares construídos a partir de sólidos platônicos idênticos.
Ele compartilha o mesmo arranjo de vértices [en] de um dodecaedro.
O  composto de cinco tetraedros representa duas metades quirais deste composto (pode, portanto, ser visto como um "composto de dois compostos de cinco tetraedros").
Ele pode ser feito a partir do composto de cinco cubos [en], substituindo cada cubo por um octaedro estrelado nos vértices do cubo (o que resulta em um "composto de cinco compostos de dois tetraedros").

## Como um estrelamento
Este poliedro é um estrelamento do icosaedro e dado como 25 no índice do modelo de Wenninger [en].
| Diagrama do estrelamento [en] | núcleo do estrelamento | Casco convexo |
| ----------------------------- | ---------------------- | ------------- |
|                               | Icosaedro              | Dodecaedro    |

## Como uma faceta

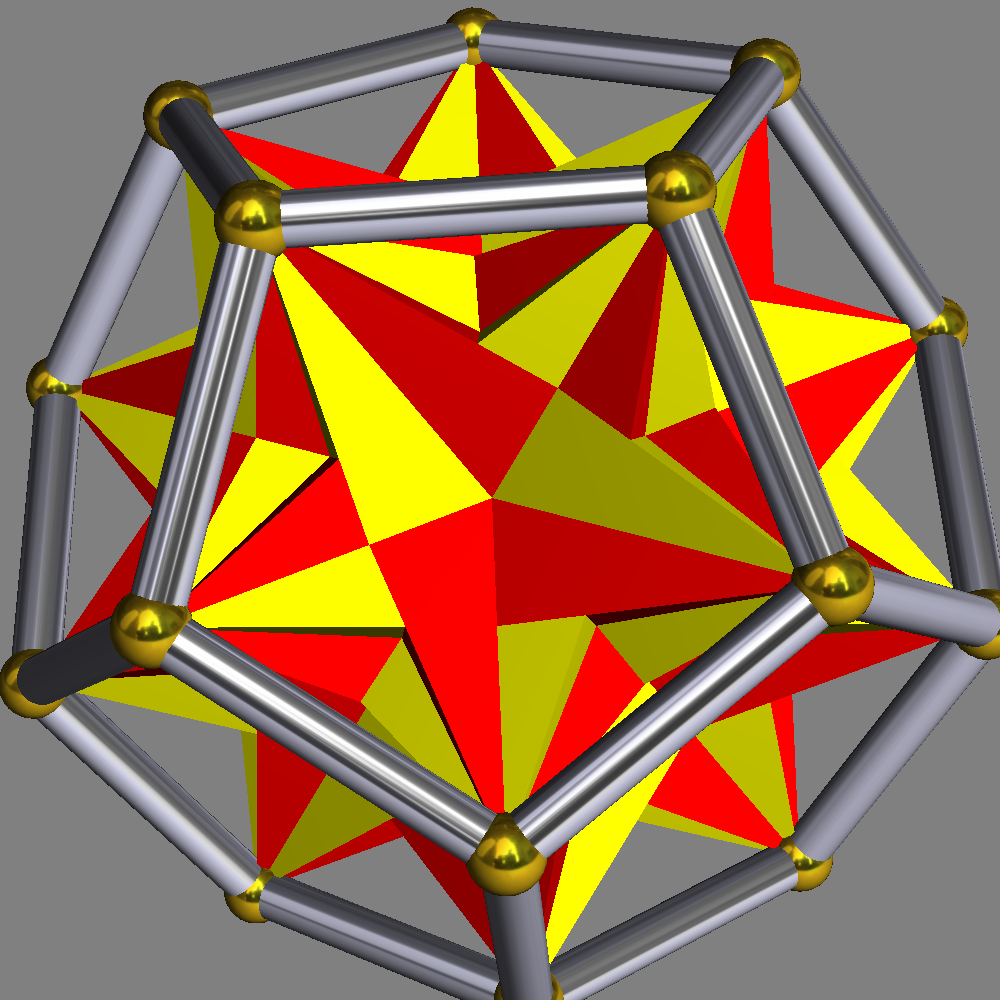
Dez tetraedros em um dodecaedro.

Ele é também uma  faceta do dodecaedro, conforme mostrado à esquerda. Pentagramas côncavos podem ser vistos no complexo onde estão posicionadas as faces pentagonais do dodecaedro.

## Como um poliedro simples
Se for tratado como um poliedro não convexo simples sem superfícies que se intersectam, ele tem 180 faces (120 triângulos e 60 quadriláteros côncavos), 122 vértices (60 com grau 3, 30 com grau 4, 12 com grau 5 e 20 com grau 12) e 300 arestas, dando uma característica de Euler de 122-300+180 = +2.